# Housset
Housset – miejscowość i gmina we Francji, w regionie Hauts-de-France, w departamencie Aisne.
Według danych na styczeń 2014 roku gminę zamieszkiwało 181 osób, a gęstość zaludnienia wynosiła 13,7 osób/km².